# Yukio Ninagawa
Yukio Ninagawa (japanska 蜷川 幸雄, Ninagawa Yukio), född 15 oktober 1935 i Kawaguchi, död 12 maj 2016 i Tokyo prefektur, var en japansk teaterregissör.

## Biografi
Till en början ville Yukio Ninagawa bli konstnär men han misslyckades med att bli antagen till Tokyos konstuniversitet. 1955 anslöt han sig istället till teatergruppen Seihai (Unga skådespelare) som han lämnade 1967 för att grunda sin egen teatergrupp Gendaijin-Gekijo (Moderna människors teater). Där debuterade han som regissör 1969 med en pjäs av Kunio Shimizu. 1971 upplöstes gruppen men året därpå grundade han en ny grupp kallad Sakura-sha (Körsbärsblomsteatern) som i sin tur upplöstes 1974. Hans genombrott kom samma år när produktionsbolaget Tōhō erbjöd honom att regissera William Shakespeares Romeo och Julia. Sedan dess har han gjort sig känd för att förena Shakespeares pjäser och den klassiska grekiska dramatiken med japanska teatertraditioner som kabuki och no-teater. Han var känd för sin visuellt överväldigande stil och intellektuellt utmanande nytolkningar. 1983 grundade han den nya gruppen Ninagawa Studio som turnerade internationellt. 1985 gjorde han stor succé på Edinburgh International Festival med sin uppsättning av Shakespeares Macbeth i samuraj-stil. Ninagawa har även regisserat vid ett flertal tillfällen på Royal Shakespeare Company i Stratford-upon-Avon och London. I samband med Olympiska sommarspelen 2004 i Aten satte han upp Sofokles Kung Oidipus. Vid sidan av klassikeruppsättningarna regisserade han samtida japanska dramatiker, förutom Kunio Shimizu namn som Akimoto Matsuyo och Yukio Mishima.
Som en del av kultursatsningen i samband med Olympiska vinterspelen 1994 i Lillehammer satte han upp Henrik Ibsens Peer Gynt på Royal Shakespeare Company med urpremiär på Nationaltheatret i Oslo.